# Cristián Contreras Villarroel
Cristián Contreras Villarroel (* 24. April 1959 in Santiago de Chile) ist ein chilenischer Geistlicher und römisch-katholischer Bischof von Melipilla.

## Leben
Cristián Contreras schrieb sich im März 1977 ins Priesterseminar seiner Heimatdiözese ein. Der Erzbischof von Santiago de Chile, Juan Francisco Fresno Larraín, spendete ihm am 5. Dezember 1984 die Priesterweihe. Bis 1987 war er als Pfarrvikar tätig, ehe er am Priesterseminar von Santiago de Chile Lehrer wurde und als Präfekt den Bereich Philosophie verantwortete. Parallel dazu setzte er seine theologischen Studien fort und wurde 1992 an der Päpstlichen Universität Gregoriana in Dogmatik promoviert. Anschließend arbeitete Contreras bis 1999 an der römischen Kurie als Mitarbeiter der Kongregation für die Bischöfe. Papst Johannes Paul II. verlieh ihm 1996 den Titel Kaplan Seiner Heiligkeit. Nach seiner Rückkehr ins Erzbistum Santiago de Chile wurde er im Mai 2000 Kanzler der Diözesankurie und im selben Jahr Sekretär des Priesterrats. Im Januar 2003 wurde er zum Generalvikar des Erzbistums ernannt.
Papst Johannes Paul II. ernannte ihn am 25. April 2003 zum Titularbischof von Girba und Weihbischof in Santiago de Chile. Die Bischofsweihe spendete ihm der Erzbischof von Santiago de Chile, Francisco Javier Kardinal Errázuriz Ossa, am 21. Juni desselben Jahres; Mitkonsekratoren waren Sergio Valech Aldunate, emeritierter Weihbischof in Santiago de Chile, und Carlos González Cruchaga, emeritierter Bischof von Talca. 2005 wurde Contreras Generalsekretär der Chilenischen Bischofskonferenz, dieses Amt übte er bis 2008 aus.
Am 7. März 2014 ernannte ihn Papst Franziskus zum Bischof von Melipilla. Cristián Contreras wurde 2016 Vizepräsident der Chilenischen Bischofskonferenz; dieses Amt legte er im November 2018 aus gesundheitlichen Gründen nieder.